# Корнелія Фробесс

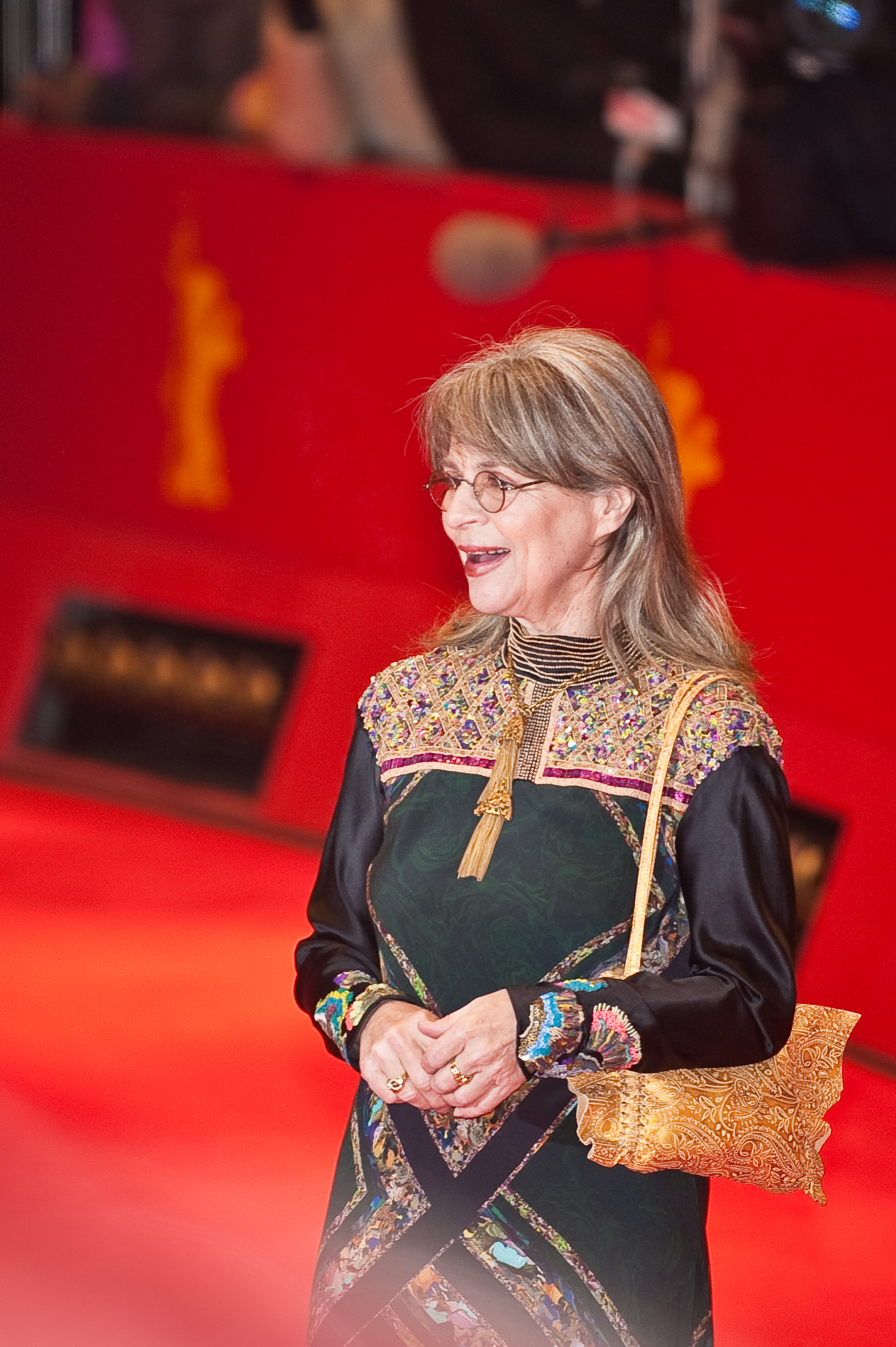
Корнелія Фробесс на Берлінале 2010

Корнелія Фробесс (нім. Cornelia Froboess; нар. 28 жовтня 1943, м. Вріцен, Німеччина) — німецька актриса кіно та дубляжу, поп-співачка.

## Життєпис
Як Die Kleine Cornelia вона записала свій перший хіт «Пакуйте плавки» (нім. Pack die Badehose ein) у 1951 році, у віці восьми років, з піснею, написаною її батьком. Подорослішавши, вона продовжувала записуватись як Конні, а потім як Конні Фробесс.
У 1962 році Фробесс посіла шосте місце на пісенному конкурсі Євробачення, де заспівала пісню «Два маленьких італійця» (нім. Zwei kleine Italiener) за ФРН. Вона була продана в кількості понад мільйон копій і була нагороджена золотим диском. Того ж року вона з'явилася в ролі самої себе в комедійному фільмі Жана Ренуара «Невловимий капрал».
Згодом Фробесс стала актрисою театру і кіно. У 1982 році вона знялася у фільмі Райнера Вернера Фассбіндера «Вероніка Фосс». У 1988 році вона зіграла Марту Швердтляйн у виставі «Фауст І» Гете. У 1997 році Фробесс зіграла матір головного героя Мартіна Бреста (Тіль Швайгер) у фільмі «Стукач у небесні двері». На сцені вона з'явилася в постановці Дітера Дорна «Мінна фон Барнхельм» Лессінга в 1976 році і зіграла Елліду в «Дамі з моря» Ібсена в 1990 році. 2004 року на Зальцбурзькому фестивалі вона зіграла Мері Тайрон у фільмі Юджина О'Ніла «Довга денна подорож у ніч». Того ж року вона зіграла головну роль у п'єсі Бертольта Брехта «Матінка Кураж та її діти».

## Фільмографія
| Рік  | Українська назва                   | Оригінальна назва                                  | Роль             |
| ---- | ---------------------------------- | -------------------------------------------------- | ---------------- |
| 1951 |                                    | Sündige Grenze                                     |                  |
| 1952 |                                    | Drei Tage Angst                                    |                  |
| 1952 |                                    | Ideale Frau gesucht                                |                  |
| 1954 |                                    | An jedem Finger zehn                               |                  |
| 1954 |                                    | Große Star-Parade                                  |                  |
| 1955 |                                    | Laß die Sonne wieder scheinen                      |                  |
| 1958 |                                    | Der lachende Vagabund                              |                  |
| 1958 |                                    | Wenn die Conny mit dem Peter                       |                  |
| 1959 |                                    | Hula-Hopp, Conny                                   |                  |
| 1959 |                                    | Wenn das mein großer Bruder wüßte                  |                  |
| 1959 |                                    | Ja, so ein Mädchen mit 16                          |                  |
| 1960 |                                    | Meine Nichte tut das nicht                         |                  |
| 1960 |                                    | Conny und Peter machen Musik                       |                  |
| 1960 |                                    | Schlagerraketen – Festival der Herzen              |                  |
| 1960 |                                    | Mein Mann, das Wirtschaftswunder                   |                  |
| 1961 |                                    | Junge Leute brauchen Liebe                         |                  |
| 1961 |                                    | Mariandl                                           |                  |
| 1961 |                                    | Der Traum von Lieschen Müller                      |                  |
| 1962 |                                    | Der Korporal in der Schlinge                       |                  |
| 1962 |                                    | Der Vogelhändler                                   |                  |
| 1962 |                                    | Mariandls Heimkehr                                 |                  |
| 1963 |                                    | Der Musterknabe                                    |                  |
| 1963 |                                    | Ist Geraldine ein Engel?                           |                  |
| 1964 |                                    | Hilfe, meine Braut klaut                           |                  |
| 1967 |                                    | Rheinsberg                                         |                  |
| 1973 |                                    | Crazy – total verrückt                             |                  |
| 1982 |                                    | Die Sehnsucht der Veronika Voss                    |                  |
| 1986 |                                    | Der Sommer des Samurai                             |                  |
| 1988 |                                    | Faust – Vom Himmel durch die Welt zur Hölle        |                  |
| 1994 |                                    | Tag der Abrechnung – Der Amokläufer von Euskirchen |                  |
| 1997 |                                    | Knockin’ on Heaven’s Door                          |                  |
| 1998 |                                    | Der König der Löwen 2 – Simbas Königreich          |                  |
| 2003 |                                    | Die Wilden Kerle                                   |                  |
| 2004 |                                    | Villa Henriette                                    |                  |
| 2013 | Східний вітер                      | Ostwind                                            | Марія Кальтенбах |
| 2015 | Східний вітер 2                    | Ostwind 2                                          | Марія Кальтенбах |
| 2017 | Східний вітер 3: Спадщина Ори      | Ostwind – Aufbruch nach Ora                        | Марія Кальтенбах |
| 2019 | Східний вітер 4: Легенда про воїна | Ostwind – Aris Ankunft                             | Марія Кальтенбах |
| 2021 | Східний вітер 5: Великий ураган    | Ostwind – Der große Orkan                          | Марія Кальтенбах |

## Нагороди
- Золотий рекорд (1962)
- Премія Ернста Любіча (1968)
- Член Берлінської академія мистецтв (1985)
- Премія Гертруда Ейсольдт Рінг (1990)
- Баварська кінопремія (1994)